# Conception Harbour
Conception Harbour is een plaats en gemeente (town) in de Canadese provincie Newfoundland en Labrador.

## Geografie
Conception Harbour ligt in het zuidoosten van het eiland Newfoundland. De gemeente ligt op het schiereiland Bay de Verde, aan de oevers van de Conception Bay. Ze bestaat uit het dorp Conception Harbour en de gehuchten Kitchuses en Bacon Cove.

## Demografie
Demografisch gezien is Conception Harbour, net zoals de meeste kleine dorpen op Newfoundland, aan het krimpen. Tussen 1991 en 2021 daalde de bevolkingsomvang van 907 naar 624. Dat komt neer op een daling van 283 inwoners (-31,2%) in dertig jaar tijd.
| Jaar | Aantal inwoners | Verschil |
| ---- | --------------- | -------- |
| 1991 | 907             | –        |
| 1996 | 888             | -2,1%    |
| 2001 | 801             | -9,8%    |
| 2006 | 743             | -7,2%    |
| 2011 | 697             | -6,2%    |
| 2016 | 685             | -1,7%    |
| 2021 | 624             | -8,9%    |